# Deuteronomos erosaria
Deuteronomos erosaria là một loài bướm đêm trong họ Geometridae.